# Jeremy Fragrance
Daniel Schütz (nascido Daniel Średziński em 5 de fevereiro de 1989), mais conhecido como Jeremy Fragrance, é uma personalidade alemã das redes sociais e empresário. Ele alcançou reconhecimento internacional por meio de diversos vídeos online, nos quais avalia perfumes e fragrâncias, entre outros temas.

## Início de vida
Daniel Średziński nasceu em Oldemburgo, filho de imigrantes poloneses, e viveu por um curto período no distrito de Holzlar, em Bona. Ele adotou o sobrenome Schütz em algum momento da sua vida. O seu interesse pela dança surgiu no teatro escolar, o que o levou a trabalhar meio período no Teatro de Oldemburgo e a produzir tutoriais privados de dança a partir de 2007. Entre 2008 e 2010, utilizou o nome artístico Jeremy Williams e foi membro da banda Part Six, formada num programa de talentos, mas sem sucesso comercial. Posteriormente, integrou brevemente o projeto musical Golden Circle e lançou uma música solo intitulada All of Me em 2011. Paralelamente, começou a estudar engenharia industrial, conciliando os estudos com trabalhos como modelo.

## Carreira
A partir de 2014 passou a dedicar-se à apresentação de fragrâncias no YouTube. Ele opera de forma bilíngue, mantendo um canal em alemão e outro em inglês, sendo este último significativamente mais bem-sucedido. Um dos seus primeiros vídeos alcançou mais de dois milhões de visualizações. Em 2022, o seu principal foco de atividade nas redes sociais mudou para o TikTok, onde acumulava seis milhões de seguidores.
Em 2018, o vídeo de Daniel Schütz intitulado 5 Reasons to Wear Fragrances recebeu o prêmio FiFi de melhor vlog sobre perfumes, concedido pela The Fragrance Foundation, durante um evento de premiação realizado em Nova Iorque.
Por meio de uma campanha no Kickstarter com a meta de arrecadar vinte e cinco mil euros para criar a sua própria fragrância, Jeremy conseguiu gerar quase oitocentos mil euros. A partir de 2018, ele passou a oferecer a sua coleção de perfumes numa loja online. Em 2022, o "autoproclamado milionário" afirmou que ganhava "dezenas de milhares de euros" com cada vídeo publicado, destacando que a sua maior fonte de renda não era mais oriunda de contratos publicitários, mas da venda das suas próprias fragrâncias.
No início de novembro de 2021, Jeremy foi convidado pelo então primeiro-ministro do Paquistão, Imran Khan, para um evento de relações públicas, com atores da série turca Diriliş: Ertuğrul. Além disso, segundo declarações do próprio Jeremy, ele mantém contatos com a família governante dos Emirados Árabes Unidos.
Jeremy fez várias aparições em programas de televisão e internet, incluindo Late Night Berlin (ProSieben), o canal do YouTube de Leeroy Matata e World Wide Wohnzimmer (Funk). A partir de meados de novembro de 2022 participou da décima temporada do reality show Promi Big Brother. Após deixar o programa voluntariamente no sexto dia, ele foi acompanhado por uma equipe de filmagem, e o documentário Jeremy Fragrance – Number One: From Promi-Big-Brother Back into the World foi transmitido no sábado, 1.º de dezembro de 2022.

## Recepção
Como muitos outros influenciadores, ele defende a autoaperfeiçoamento excessivo, enfatizando o otimismo e a importância de uma alta autoestima. O Redaktionsnetzwerk Deutschland descreveu a suas ações como "tão absurdas e bizarras que [ele] se tornou um meme vivo." Ele também fala frequentemente sobre os seus hábitos alimentares peculiares e rotinas diárias que visam promover a saúde. "Aos olhos dos seus colegas, geralmente há uma mistura de admiração e desaprovação."
Jeremy nega especulações de que o seu comportamento possa ser explicado pelo abuso de drogas. Ele afirma que o seu "estilo cocaína" é deliberado para gerar atenção e cliques. Em um talk show chamado deep und deutlich, produzido pela NDR Fernsehen, ele declarou em 2021: "Eu sustento toda a minha família fazendo papel de idiota. Porém, eu ganho muito dinheiro com isso." Na sua aparição na conferência online OMR 2023, Schütz também mencionou: "Eu nunca usei drogas na minha vida — nem mesmo bebo álcool [...]. Tenho uma mentalidade bem intensa e sou muito ético."

## Vida pessoal
Viveu anteriormente em Los Angeles e Miami; atualmente, ele mora em Oldemburgo. Ele é conhecido por sua fé cristã e a sua criação religiosa, e tenta usar a sua plataforma para divulgar esses valores, frequentemente se referindo a si nas redes sociais como "o ícone número 1 de fragrâncias que segue os ensinamentos de Jesus."
Em julho de 2024, ele anunciou publicamente no TikTok que estava em busca de uma namorada. Os critérios da sua busca incluíam ser cristã e ter idade máxima de 32 anos. Ele recebeu mais de 4000 inscrições num período de 72 horas, embora se acredite que muitas dessas inscrições tenham sido de seguidores do sexo masculino.